# استفانو روسینی (بازیکن فوتبال، زاده ۱۹۹۱)
استفانو روسینی (انگلیسی: Stefano Rossini؛ زادهٔ ۳ ژانویهٔ ۱۹۹۱) بازیکن فوتبال اهل ایتالیا است.
از باشگاه‌هایی که در آن بازی کرده‌است می‌توان به باشگاه فوتبال پارما اشاره کرد.